# Nicolaus Boie der Jüngere
Nicolaus Boie der Jüngere (* um 1501 in Meldorf; † Oktober 1542 ebenda) war ein evangelischer Theologe, Reformator und Kirchenlieddichter.

## Leben
In Dithmarschen geboren, immatrikulierte er sich 1518 an der Universität Wittenberg und wurde während dieser Zeit für die Ideen Martin Luthers begeistert. Zurück in seinem Geburtsort setzte er sich für die Reformation ein und gewann dabei viele Freunde, darunter seinen gleichnamigen Cousin. So wurde er 1523 zum Kirchherrn der Gemeinde berufen und versuchte 1524, Heinrich von Zütphen aus Bremen als evangelischen Prediger zu binden.
Gemeinsam gab er mit Hinrich Dimmerbrock drei volkstümliche Schriften heraus, in denen er die Missbräuche der alten Kirche anklagte und die Obrigkeit aufforderte, diese abzustellen. 1532 war die Reformation durchgesetzt. Als Superintendent berufen, setzte er sich für die Fortführung des lutherischen Glaubens ein, verfasste Schriften und eine Anzahl von Kirchenliedern. 

## Lieder
- Gebenedeyet sei der Herr, der Godt yn Israel
- O Christ, wy danken diner güde,
- Gratias von der entfanginge des hochwerdigen Sacraments des Lyues vde blodes Christi